# 1975 en santé et médecine
| Années de la santé et de la médecine : 1972 - 1973 - 1974 - 1975 - 1976 - 1977 - 1978    |
| Décennies de la santé et de la médecine : 1940 - 1950 - 1960 - 1970 - 1980 - 1990 - 2000 |

Cet article présente les faits marquants de l'année 1975 en santé et médecine.

## Événements
- 24-27 février : conférence d'Asilomar en Californie sur les dangers des manipulations génétiques.
- Juillet :
  - Hughes et Kosterlitz découvrent dans le cerveau des substances similaires à la morphine, les enképhalines.
  - Philippe Maupas découvre un vaccin contre l'hépatite B.

## Naissances
- 23 mai Mikael Pittet, immunologiste suisse.